# امرسون (نبراسکا)
امرسن(به انگلیسی: Emerson) شهری در ایالت نبراسکا کشور ایالات متحده آمریکا است که جمعیت آن در سرشماری سال ۲۰۱۰ میلادی، ۸۴۰ نفر بوده‌است.